# Lackovce
Lackovce é um município da Eslováquia, situado no distrito de Humenné, na região de Prešov. Tem 3,6 km² de área e sua população em 2018 foi estimada em 770 habitantes.

## Demografia
| Ano:        | 1994 | 2004 | 2014    | 2024    |
| ----------- | ---- | ---- | ------- | ------- |
| Broj ljudi: | 0    | 578  | 702     | 927     |
| Razlika:    |      | –    | +21,45% | +32,05% |

| Ano:               | 2023 | 2024   |
| ------------------ | ---- | ------ |
| Número de pessoas: | 901  | 927    |
| Diferença:         |      | +2,88% |